# John Edward Mack
John Edward Mack (n. 4 octombrie 1929, New York City, New York, SUA – d. 27 septembrie 2004, Londra, Anglia, Regatul Unit) a fost un psihiatru, scriitor și profesor american la Harvard Medical School. A primit premiul Pulitzer la categoria biografie, cercetător și scriitor de frunte. El a fost și un avocat contra armelor nucleare.